# Сварка давлением

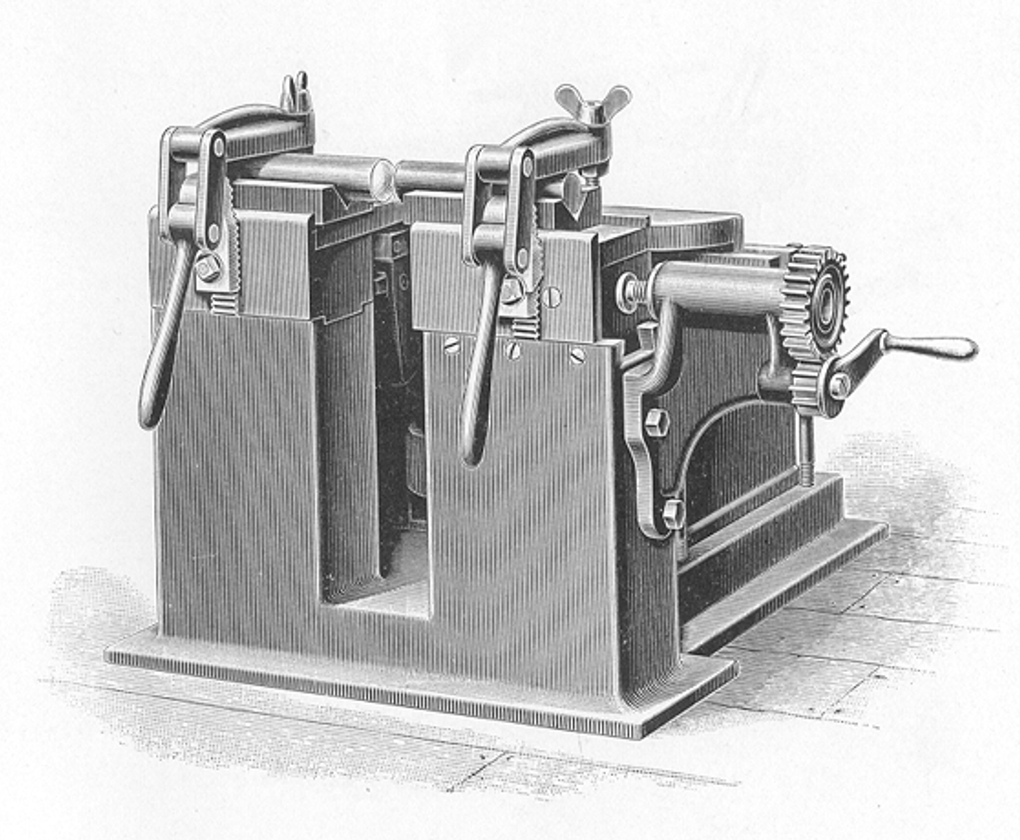
Машина Элиу Томсона для контактной стыковой сварки.

Сварка давлением — сварка, при которой в области контакта двух металлических поверхностей происходит деформация, в результате чего образуется сварное соединение. Осуществляется за счёт взаимодействия (объединения электронных оболочек) атомов металлов двух свариваемых поверхностей. При этом качество самой сварки может зависеть от многих факторов:
- величина приложенных усилий,
- качество подготовленных поверхностей,
- способность металла подвергаться деформации.

Различают следующие виды сварки давлением: контактная, трением, холодная, взрывом, диффузионная, ультразвуковая (за счёт механических колебаний), термокомпрессионная (когда металл предварительно нагревается до высоких температур) и др. Сваркой давлением возможно соединение металлических сплавов между собой, металлов с полупроводниками и керамиками, пластмассами и т. д.